# 触角銀河
触角銀河
（しょっかくぎんが、Antennae Galaxies 、NGC 4038/NGC 4039、Caldwell 60/61）は、からす座にある銀河の対である。NGC4038及びNGC4039という二つの銀河が衝突しており、互いに潮汐力を及ぼし合うことで2本の長い腕状の構造が伸びているのが特徴である。日本語ではアンテナ銀河、リングテール銀河とも呼ばれる。この二つの銀河は共に1785年にウィリアム・ハーシェルによって発見された。

## 解説
触角銀河は銀河衝突の途中の過程にある相互作用銀河の典型例である。NGC4038銀河群と呼ばれる銀河群に属し、この二つの銀河以外に5個の銀河がこの銀河群に属している。触角銀河という名前は、二つの銀河が衝突した結果、恒星・星間ガス・星間塵からなる2本の長いテイルが銀河本体から伸びて昆虫の触角のような外観を呈していることに由来する。二つの銀河の中心核は合体して一つの大きな銀河になる途上にある。一般に、ほとんどの銀河はその寿命の間に少なくとも一度はこの触角銀河のような大きな衝突を経験すると考えられている。我々の銀河系も将来アンドロメダ銀河と衝突すると考えられており、その際にはこの銀河と同様に大規模な変形を受けるものと推定される。2004年にはNGC4038の中で超新星 SN 2004gt が観測された。
触角銀河の内部では、銀河衝突による衝撃波で星間ガスが強く圧縮されるため、星形成が活発に起こっている。そのため、大量に生まれた若い大質量の恒星によって銀河全体が青い色を帯びている。また、これらの大質量星から放射される紫外線によって数多くのHII領域が形成されており、可視光の画像では鮮やかな赤色の星雲として写る。

## 触角銀河の形成・進化
計算機を用いた数値シミュレーションに基づき、触角銀河は以下のような形成過程によって作られたと考えられている。

### 過去
およそ12億年前、触角銀河は2個の別々の銀河だった。NGC4038は棒渦巻銀河、NGC4039は渦巻銀河で、この形態的特徴は現在も残っている。現在はNGC4038の方がNGC4039よりも大きく見えるかもしれないが、衝突以前はNGC4039の方がNGC4038よりも大きかったと考えられている。約9億年前にこれら二つの銀河は互いに接近し始め、現在のNGC 2207とIC 2163 のペアのような姿になった。約6億年前には両者は互いの本体同士が通り抜け、現在のNGC 4676（マウス銀河）に近い姿になったと考えられる。約3億年前には銀河の星々の一部が本体の外へ放り出され始めた。そして現在では放出された星からなる2本の流れが元々の銀河本体のサイズをはるかに超えて伸び、触角状の姿ができたと考えられている。

### 未来
今後4億年以内には、触角銀河の中心部は互いに衝突して周囲に恒星やガス、塵が取り巻く1個の核になると考えられる。約10億年後には銀河全体がごく普通の銀河の姿に見えるようになる。合体後の銀河の形態が渦巻銀河になるか、棒渦巻銀河になるかは分からない。この合体後の銀河はその後数十億年にわたってそのまま過ごすか、あるいは別の銀河と再び衝突を起こすかもしれない。